# 555152 Oproiu
555152 Oproiu este o planetă minoră (asteroid) din centura de asteroizi. A fost descoperită pe 14 noiembrie 2009 la  de Jorge  Iglesias-Páramo⁠(d) și a fost numită după Tiberiu Oproiu⁠(d). 
Obiectul prezintă o orbită caracterizată de o semiaxă mare de 2,7048325761552 UAi, o excentricitate de 0,20360700476982, o înclinație de 4,3775177196097 ° în raport cu ecliptica.